# Journal of Egyptian Archaeology
Le Journal of Egyptian Archaeology (JEA) est une revue académique annuelle évaluée par des pairs qui couvre la recherche et les critiques de livres récents d'importance pour l'égyptologie.
La revue a été créée en 1914 par la Société d'exploration de l'Égypte. Les articles sont publiés en anglais, allemand ou français.
Parmi ses rédacteurs, on compte plusieurs éminents égyptologues, dont Alan Gardiner (1916-1921, 1934, 1941-1946), Thomas Eric Peet (1923-1934) et Battiscombe George Gunn (1935-1939). Le rédacteur en chef actuel (2021) est Claudia Näser de l'University College de Londres. Son prédécesseur est Martin Bommas (Université de Birmingham), de 2014 jusqu'en 2018.